# The Clan of the Cave Bear
The Clan of the Cave Bear is een film uit 1986, gebaseerd op de gelijknamige Amerikaanse roman, geschreven door Jean M. Auel.
In deze door Michael Chapman geregisseerde film (met camerawerk van Jan de Bont), speelt Daryl Hannah de rol van Ayla, een jong cro-magnonmeisje dat gescheiden raakt van haar familie tijdens een aardbeving en vervolgens gevonden wordt door een groep Neanderthalers. De dialogen uit de film bestaan voor het grootste deel uit gebarentaal.

## Synopsis
In een tijd in de prehistorie waarin neanderthalers de aarde deelden met vroege Homo sapiens, adopteert een groep grotbewoners het blonde meisje Ayla, een kind van de 'Anderen'. Terwijl Ayla uitgroeit tot een jonge vrouw van geest en moed (in tegenstelling tot andere vrouwen van de clan), moet ze vechten om te overleven tegen de jaloerse onverdraagzaamheid van Broud, die ooit clanleider zal worden.

## Rolverdeling
| Acteur                 | Personage     | Opmerkingen |
| ---------------------- | ------------- | ----------- |
| Daryl Hannah           | Ayla          |             |
| Pamela Reed            | Iza           |             |
| James Remar            | Creb          |             |
| Thomas G. Waites       | Broud         |             |
| John Doolittle         | Brun          |             |
| Curtis Armstrong       | Goov          |             |
| Martin Doyle           | Grod          |             |
| Adel Hammoud           | Vorn          |             |
| Tony Montanaro         | Zoug          |             |
| Mike Muscat            | Dorv          |             |
| Karen Elizabeth Austin | Aba           |             |
| Janne Mortil           | Ovra          |             |
| Lycia Naff             | Uba           |             |
| Nicole Eggert          | Ayla          | als tiener  |
| Emma Floria            | Ayla          | als kind    |
| Mary Reid              | Ayla's moeder |             |
| Bart the Bear          | holenbeer     | onvermeld   |